# Округ Крос (Арканзас)
Округ Крос (енгл. Cross County) је округ у америчкој савезној држави Арканзас. По попису из 2010. године број становника је 17.870. Седиште округа је град Wynne.

## Демографија
Према попису становништва из 2010. у округу је живело 17.870 становника, што је 1.656 (8,5%) становника мање него 2000. године.
| Група             | 2000.          | 2010.          |
| Белци             | 14.525 (74,4%) | 13.343 (74,7%) |
| Афроамериканци    | 4.628 (23,7%)  | 3.972 (22,2%)  |
| Азијати           | 61 (0,3%)      | 83 (0,5%)      |
| Хиспаноамериканци | 181 (0,9%)     | 266 (1,5%)     |
| Укупно            | 19.526         | 17.870         |